# نوئه‌وا ویزکایا
نوئه‌وا ویزکایا (Nueva Vizcaya) یکی از استان‌های کشور فیلیپین است. این استان در مرکز این کشور قرار گرفته است و بخشی از جزیره لوزون است که در شمال این کشور قرار گرفته است.
مرکز این استان شهر بایومبونگ Bayombong است. جمعیت آن بیش از سیصد و شصت هزار نفر است. مساحت این استان بیش از چهار هزار و نهصد کیلومتر مربع است .